# Myer Galpern
Myer Galpern (1er janvier 1903 - 23 septembre 1993) est un homme politique du Parti travailliste écossais.

## Biographie
Il est né Meyer Galpern dans les Gorbals, le fils de Morris Galpern, un ébéniste, et d'Anna Talisman. Ses parents sont des immigrants juifs de Russie.
Galpern fait ses études à l'Université de Glasgow. Il est conseiller du Parti travailliste indépendant pour le quartier Shettleston et Tollcross de la Glasgow Corporation de 1932 à 1947. Il rejoint le parti travailliste en 1947 et est réélu conseiller de Shettleston et Tollcross en 1949.
Galpern sert comme organisateur du comité d'éducation (1954-1958), avant d'être nommé en 1958 comme chef du groupe travailliste sur Glasgow Corporation et chef de l'administration de la ville. Il sert comme Lord Provost de Glasgow de 1958 à 1960 (le premier prévôt juif en Écosse). Il est membre de la Cour de l'Université de Glasgow, gouverneur du Royal College of Science et lieutenant adjoint de la ville de Glasgow à partir de 1962.
Galpern est député travailliste de Glasgow Shettleston de 1959 à 1979. Il est vice-président de la Chambre des communes pendant son dernier mandat de cinq ans en tant que député, de 1974 à 1979. Ayant été fait chevalier en 1960, il est fait pair à vie en tant que baron Galpern, de Shettleston dans le district de la ville de Glasgow le 10 juillet 1979.